# Lytta navajo
Lytta navajo är en skalbaggsart som beskrevs av Werner 1951. Lytta navajo ingår i släktet Lytta och familjen oljebaggar. Inga underarter finns listade i Catalogue of Life.